# Horfield
Horfield is een wijk in Bristol, een stad in het Engelse graafschap Bristol. In 2001 telde de wijk 11268 inwoners.